# Kolmyrfågel
Kolmyrfågel (Cercomacra nigricans) är en fågel i familjen myrfåglar inom ordningen tättingar.

## Utbredning och systematik
Fågeln förekommer från östra Panama (inklusive Pärlöarna) till västra Ecuador och östra Venezuela. Den behandlas som monotypisk, det vill säga att den inte delas in i några underarter.

## Status
IUCN kategoriserar arten som livskraftig.